# Lúcio Fábio Tusco
Lúcio Fábio Tusco (em latim: Lucius Fabius Tuscus) foi um senador romano da gente Fábia nomeado cônsul sufecto para o nundínio de julho a agosto de 100 com Quinto Acúcio Nerva. Era oriundo da Hispânia Bética.